# António Menezes
António Gomes de Menezes (Ponta Delgada, Ilha de São Miguel, 4 de dezembro 1972) é um economista português. Foi o Presidente e CEO, também CFO da SATA Airlines Group, o grupo de aviação mais antiga de Portugal. Menezes foi nomeado em Abril de 2015 CEO da PrivatAir, uma companhia aérea suíça, líder global em Business Aviation. Desde Junho 2015 é administrador e membro do Conselho de Administração da EuroAtlantic Airways.

## Biografia
Antonio Menezes é professor auxiliar da Faculdade de Economia e Gestão da Universidade dos Açores, Portugal, onde lecciona e publica artigos científicos em economia aplicada, gestão e finanças. Menezes é um pesquisador, com um PhD pela Boston College em 2000, onde ele deixou a Fondazione Rodolfo Debenedetti, Universidade Luigi Bocconi, com um pós-doutoramento investigador. Atuou como consultor e conselheiro de negócios, principalmente na indústria da hospitalidade, de 2001 a 2007, antes de ser nomeado CEO da SATA Airlines.
Em Novembro de 2007, foi nomeado Presidente e CEO da SATA. Durante os próximos três anos supervisionou a renovação da frota completa da frota regional, enquanto actualizado a rede internacional a partir de um modelo baseado charter para um modelo baseado cronograma rentável, aumentando substancialmente a conectividade dos Açores e da profundidade e alcance da rede de companhia aérea. Promoveu a revisão geral dos sistemas das companhias aéreas em sistemas de state-of-the-art, levando SATA para tornar-se um estudo de caso em todo o mundo de TI proficiência. A unidade de baixo custo e uma exposição internacional diversificada permitiu SATA aos lucros consecutivamente postar até 2012, apesar de a maioria das condições de negócios desafiadoras em Portugal e um mercado interno limitado.